# Rossana Di Bello
Rossana Di Bello (Taranto, 28 agosto 1956 – Statte, 10 aprile 2021) è stata una politica italiana.
È stata sindaca di Taranto dal 2000 al 2006.

## Biografia
Figlia di un ufficiale dell'esercito di origini salentine, si è laureata in scienze biologiche presso l'Università degli Studi di Lecce. Nel 1979 ha iniziato a svolgere l'attività di analista nella città di Taranto presso un laboratorio di analisi da lei fondato e diretto. Dal 1980 al 1986 è stata anche amministratrice di una Società operante nel campo dell'igiene ambientale e della medicina del lavoro. 
Deceduta il 10 aprile 2021 a causa di complicanze da COVID-19, riposa al cimitero cittadino "San Brunone". 

### Attività politica
Di estrazione socialista, nel 1993 fonda a Taranto il primo club pugliese di Forza Italia di cui nello stesso anno è diventata presidente. Nel 1995 viene eletta Consigliere regionale, ed in seguito nominata Assessore Regionale al Turismo e ai Beni Culturali, carica che mantiene fino al 1998, quando le viene assegnato l'Assessorato Regionale all'Industria, al Commercio e all'Artigianato. 
Il 30 aprile 2000 viene eletta sindaco di Taranto con il 57,5% dei voti al turno di ballottaggio. Dopo Maria Chieco Bianchi, Daniela Mazzucca (sindaco di Bari nel 1992) e Adriana Poli Bortone (sindaco di Lecce nel 1998), Rossana Di Bello è il quarto sindaco donna in Puglia, primo sindaco donna nella storia della città ionica.
Viene riconfermata il 3 aprile 2005, ottenendo il 57,8% dei suffragi al primo turno. Il 18 febbraio 2006, in seguito alla condanna in primo grado ad un anno e quattro mesi per abuso di ufficio e falso ideologico nell'ambito dell'inchiesta sull'affidamento della gestione dell'inceneritore cittadino alla società Termomeccanica, si dimette dalla carica di sindaco. Viene poi assolta in grado di appello da tutte le accuse.
Il commissario straordinario Tommaso Blonda, nominato al suo posto, dichiarerà il dissesto finanziario del Comune di Taranto. Il 18 ottobre 2006 la città ionica registra una passività di 357 milioni di euro. Il 21 novembre 2006 il sostituto procuratore del Tribunale di Taranto chiede il rinvio a giudizio dell'ex sindaco Rossana Di Bello e di altre 32 persone tra ex amministratori e funzionari del capoluogo, accusati a vario titolo di falso ideologico in atto pubblico in relazione alla stesura e all'approvazione dei bilanci comunali negli anni che vanno dal 2001 al 2005.
Il 7 marzo 2007 riceve un altro avviso di garanzia da parte del sostituto procuratore della repubblica Maurizio Carbone per abuso d'ufficio e truffa nell'ambito di un'inchiesta sulle proroghe di appalti comunali. Il 1º marzo 2011 viene assolta dal tribunale di Taranto per il reato di abuso d'ufficio e truffa sull'inchiesta di appalti che le era stato contestato perché il fatto non sussiste.